# Phaegorista albomaculata
Phaegorista albomaculata är en fjärilsart som beskrevs av Embrik Strand 1909. Phaegorista albomaculata ingår i släktet Phaegorista och familjen nattflyn. Inga underarter finns listade i Catalogue of Life.